# Бернс (Вајоминг)
Бернс (енгл. Burns) град је у америчкој савезној држави Вајоминг.

## Демографија
По попису из 2010. године број становника је 301, што је 16 (5,6%) становника више него 2000. године.
| Група             | 2000.       | 2010.       |
| Белци             | 273 (95,8%) | 278 (92,4%) |
| Афроамериканци    | 0 (0,0%)    | 3 (1,0%)    |
| Азијати           | 0 (0,0%)    | 0 (0,0%)    |
| Хиспаноамериканци | 6 (2,1%)    | 11 (3,7%)   |
| Укупно            | 285         | 301         |